# Jeremy Steig
Pour les articles homonymes, voir Steig.
Jeremy Steig, né le 23 septembre 1942 à Greenwich Village (New York) et décédé le 13 avril 2016 à Yokohama (Japon), est un flûtiste de jazz américain, remarquable car il est l'un des rares musiciens de bois à jouer exclusivement de la flûte.
Un sample de sa chanson Howlin' For Judy, de l'album Legwork, est le principal motif de Sure Shot, première chanson de l'album Ill Communication des Beastie Boys (1994).
Il est le fils du dessinateur et écrivain pour enfants William Steig, auteur notamment du livre pour enfant, Shrek.
Il interprétera d'ailleurs les morceaux du Flutiste de Hamelin dans le film Shrek 4. 

## Discographie partielle
- Energy (1971) réédité à diverses occasion en CD, en intégralité ou en partie, avec différentes combinaisons de pistes bonus comme Fusion et Something Else
- Firefly (1977) CTI Records
- What's New Bill Evans with Jeremy Steig (1969) Verve Records